# T酒店
22°15′36″N 114°08′09″E / 22.2600923°N 114.1358595°E
T酒店（英語：The T Hotel）位於職業訓練局薄扶林大樓六樓，是職訓局轄下旅遊服務業培訓發展中心的培訓設施，於2010年9月成立，目的是讓學員實習，熟悉酒店運作。酒店只有30間客房，以及一般酒店應有設施和餐廳，主要都由學員營運。於2013年被TripAdvisor網站評為香港434間酒店之中排行第2，並獲得年度旅客之選大獎及打入中國25間最佳酒店的第7位。